# 古村貢三郎

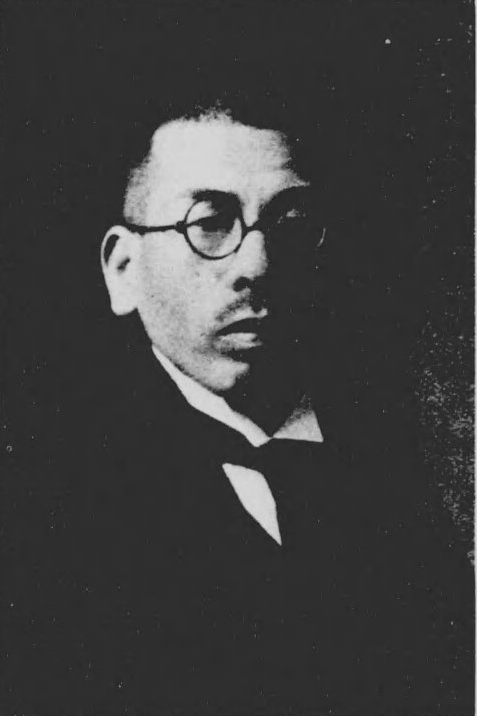
古村 貢三郎

古村 貢三郎（ふるむら こうざぶろう、1884年〈明治17年〉1月17日 - 没年不明）は、大正から昭和時代前期の政治家。愛知県瀬戸市長。

## 経歴
岡山県勝田郡古吉野村石生（現・勝央町石生）に生まれる。1906年（明治39年）11月、和歌山県属となり、以後、滋賀、鳥取、北海道、大阪、福井各県属を経て、1918年（大正7年）3月に福井県知事官房主事となる。
同年12月に同県大飯郡長、ついで足羽郡長、敦賀郡長、遠敷郡長を経て、1925年（大正14年）1月、地方事務官となり福井県内務部勧業課長に発令される。翌年の1926年（大正15年）8月、辞任し、新潟市主事を経て、1927年（昭和2年）7月に樺太庁に転じ、豊原支庁長、本斗支庁長、真岡支庁長を歴任し、1929年（昭和4年）11月まで務めた。
同月樺太豊原郡豊原町長に就任し、1931年（昭和6年）1月まで務め、同年4月に静岡市主事庶務課長に転じ、1933年（昭和8年）静岡市助役に就任。1937年（昭和12年）3月25日、任期満了に伴い退職し、1938年（昭和13年）1月13日に愛知県瀬戸市長に就任した。